# Rioturbio (Cantabria)
Rioturbio es una localidad del municipio de Comillas (Cantabria, España). En el año 2023 contaba con una población de 19 habitantes (INE). La localidad está ubicada a 16 m s. n. m., y a 3 km de la capital municipal.